# Tidö-Lindö
Tidö-Lindö – miejscowość (tätort) w Szwecji, w regionie administracyjnym (län) Västmanland, w gminie Västerås.
Według danych Szwedzkiego Urzędu Statystycznego liczba ludności wyniosła: 675 (31 grudnia 2015), 710 (31 grudnia 2018) i 721 (31 grudnia 2019).